# جان لکی (قایقران روئینگ)
جان لکی (انگلیسی: John Lecky; ۲۹ اوت ۱۹۴۰ – ۲۵ فوریهٔ ۲۰۰۳) قایقران روئینگ اهل کانادا بود.